# Tortue géante des Seychelles
Aldabrachelys gigantea
Pour les articles homonymes, voir Tortue des Seychelles.
Espèce
Statut de conservation UICN

 VU D2 : Vulnérable
Statut CITES
La tortue géante des Seychelles (Aldabrachelys gigantea), aussi appelé tortue géante d'Aldabra, est une espèce de tortues terrestres de la famille des Testudinidae.

## Description

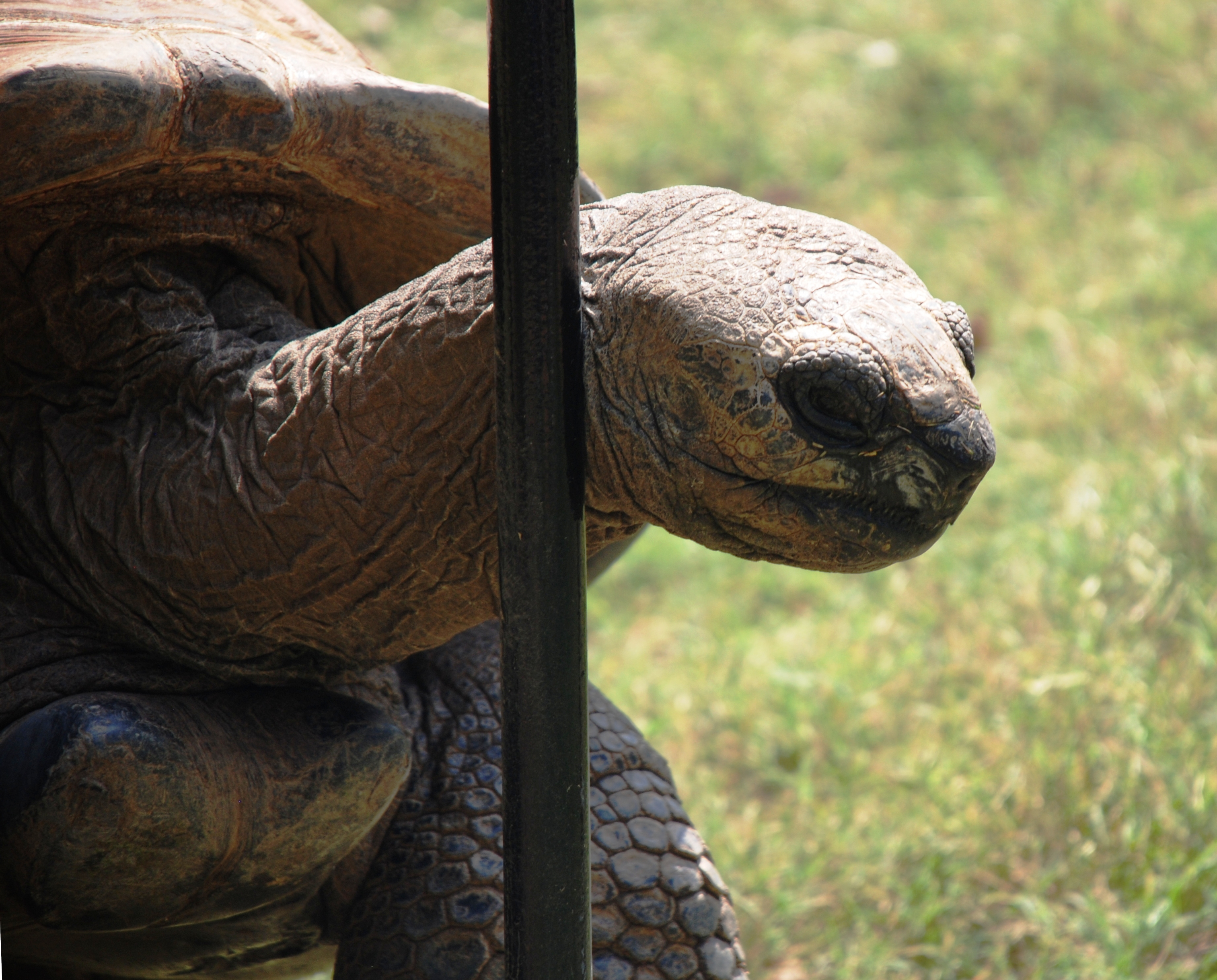
Aldabrachelys gigantea.

C'est la plus grosse tortue terrestre, puisqu'elle atteint en moyenne 122 cm pour 250 kg (parfois 300 kg) chez les mâles et 91 cm pour 159 kg chez les femelles, soit un peu plus que la Tortue géante des Galapagos.
Elle fait partie des espèces que caractérise leur sénescence négligeable. Sa longévité dépasserait 150 ans.
Esmeralda, tortue emblématique de l'île aux Oiseaux aurait plus de 170 ans.
La tortue Jonathan serait quant à elle née vers 1832, ce qui lui donnerait 192 ans en 2024 et est considéré aujourd'hui comme le plus ancien animal terrestre vivant connu,.

## Comportement
Compte tenu du climat brûlant de l'île, les tortues sont surtout actives le matin, essayant sinon de se rafraîchir à l'ombre de quelques arbustes ou dans des flaques boueuse. Des animaux malgré tout très passifs sauf en cas d'extrême danger 

## Distribution et sous-espèces
Cette espèce est endémique des Seychelles :
- Aldabrachelys gigantea arnoldi  (Bour, 1982) éteinte de Mahé et North introduite à Silhouette
- Aldabrachelys gigantea daudinii (Duméril & Bibron, 1835) éteinte de Mahé
- Aldabrachelys gigantea gigantea (Schweigger, 1812) d'Aldabra

Elle a été introduite à Assumption, Astove, Cerf, Cosmoledo, Cousin, Curieuse, Arros, Desroches, Farquhar, Fregate, Moyenne, North et Remire aux Seychelles et à Changuu en Tanzanie.
- Aldabrachelys gigantea hololissa (Günther, 1877) éteinte de Mahé, Cerf, Fregate, Praslin et Silhouette

## Histoire évolutive
Ces tortues auraient évolué durant le Trias, il y a 180 millions d'années, alors que les Seychelles étaient encore regroupées parmi le Gondwana.

## Habitat et répartition
La tortue géante des Seychelles vit sur l'atoll corallien très sec et inhabité d'Aldabra (155,4 km2). On observe une énorme concentration en tortues, puisque leur nombre est estimé à 150 000 individus. Il s'agit réellement d'une surpopulation, qui pèse lourdement sur les ressources végétales de l'île. On note d'ailleurs une faible proportion de jeunes, ce qui confirme la disponibilité réduite en nourriture (mais on pense d'autre part qu'il existe une autorégulation des naissances).

## Alimentation
Les tortues sont herbivores et se nourrissent d'herbe, de feuilles et de tiges de plantes ligneuses. Elles se nourrissent parfois de charognes et de petits invertébrés. En captivité les tortues peuvent manger des fruits comme les bananes et les pommes.

## Menaces et protection

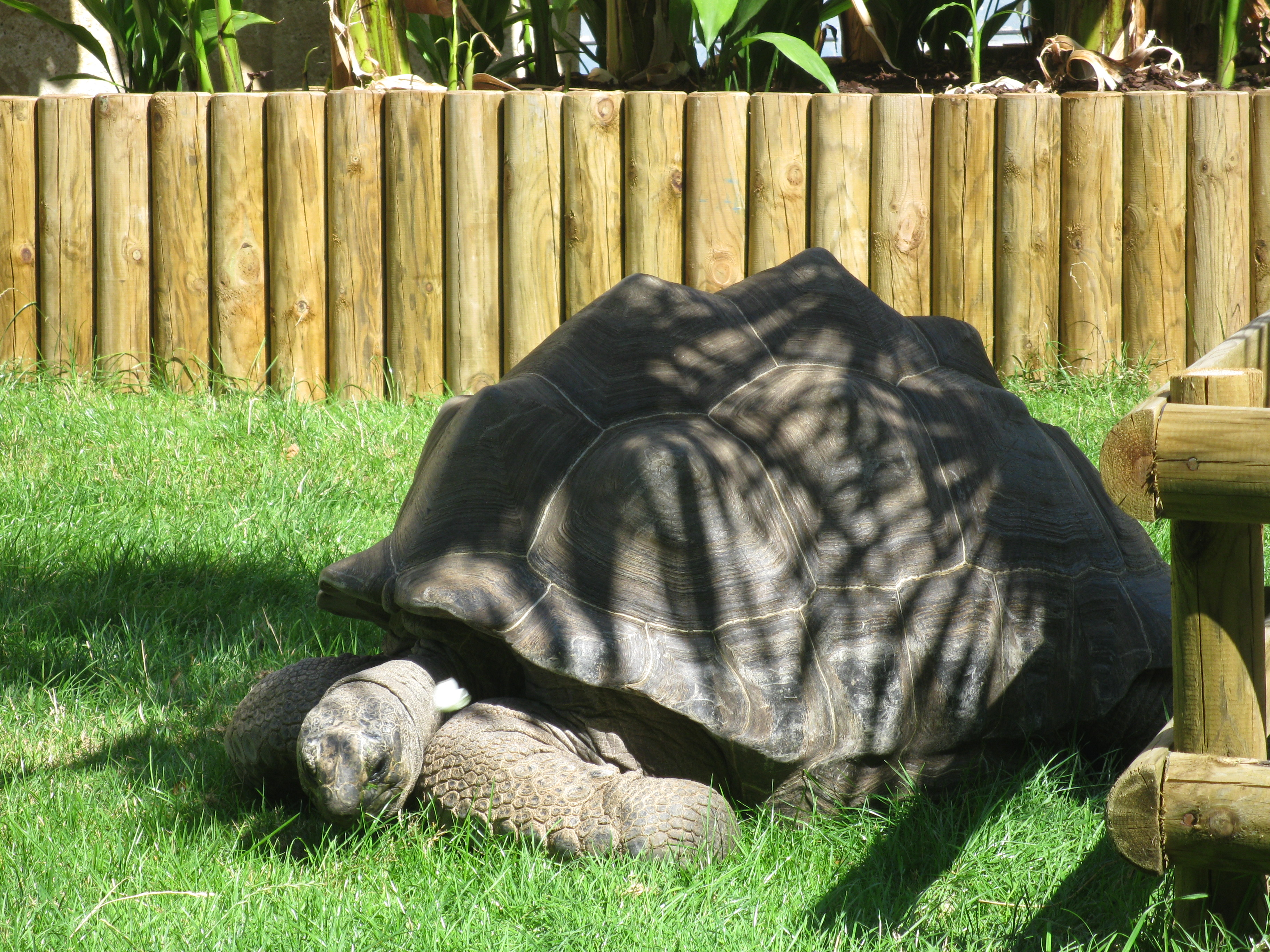
Aldabrachelys gigantea à la ménagerie du Jardin des plantes, Paris

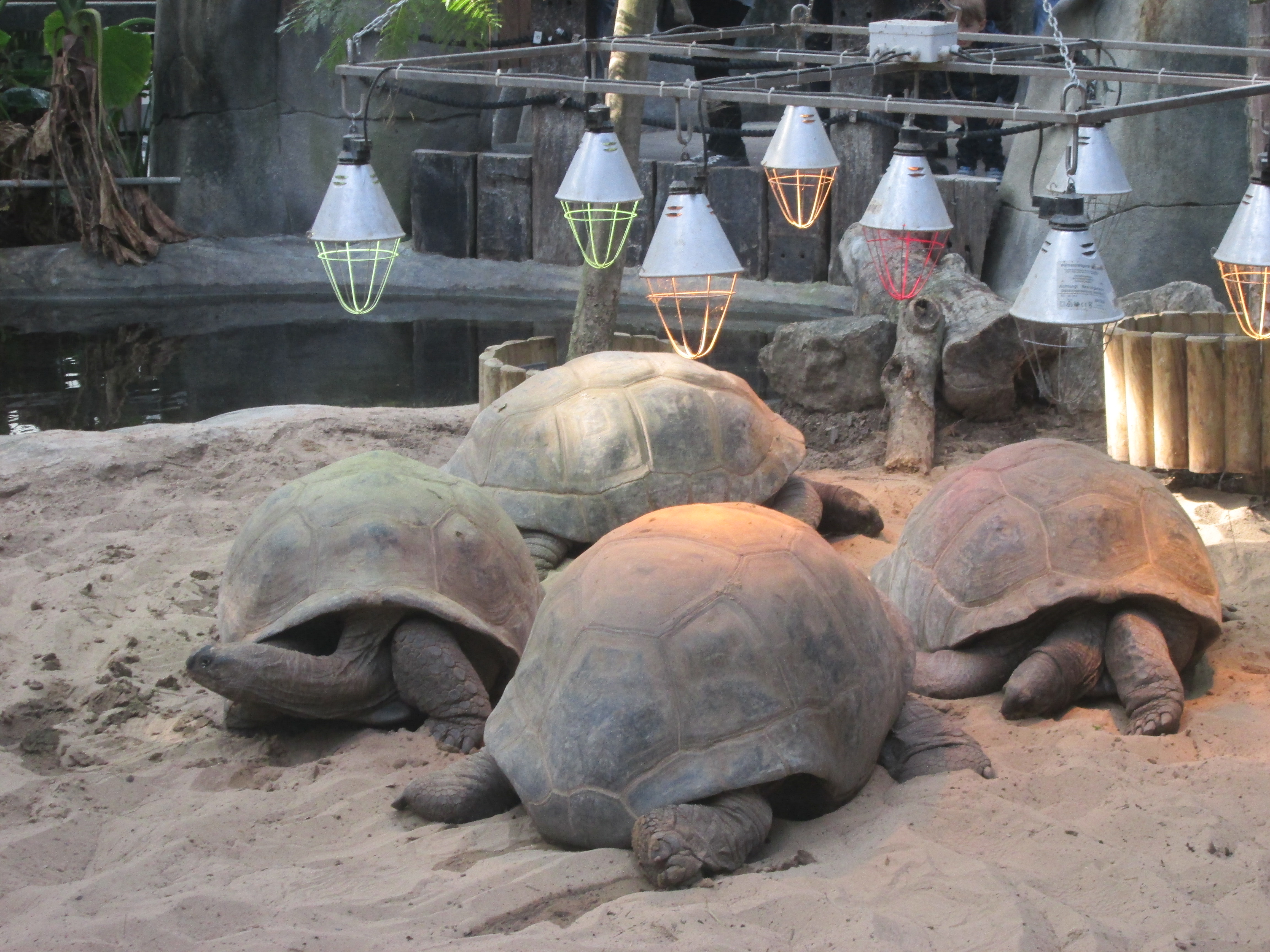
Aldabrachelys gigantea au Parc Faunique Le Cornelle, Italie

Cette espèce est considérée comme vulnérable par l'UICN. Elle est très surveillée par le gouvernement et les organisations internationales. Afin d'éviter une extinction sur Aldabra, divers groupes ont été récemment introduits sur de petites îles de l'océan Indien, comme Frégate, Cousin, ou Mahé. Elle est classée en Annexe II de la CITES.
On trouve aujourd'hui de nombreux parcs zoologiques présentant cette espèce dans le monde entier.

## Taxinomie

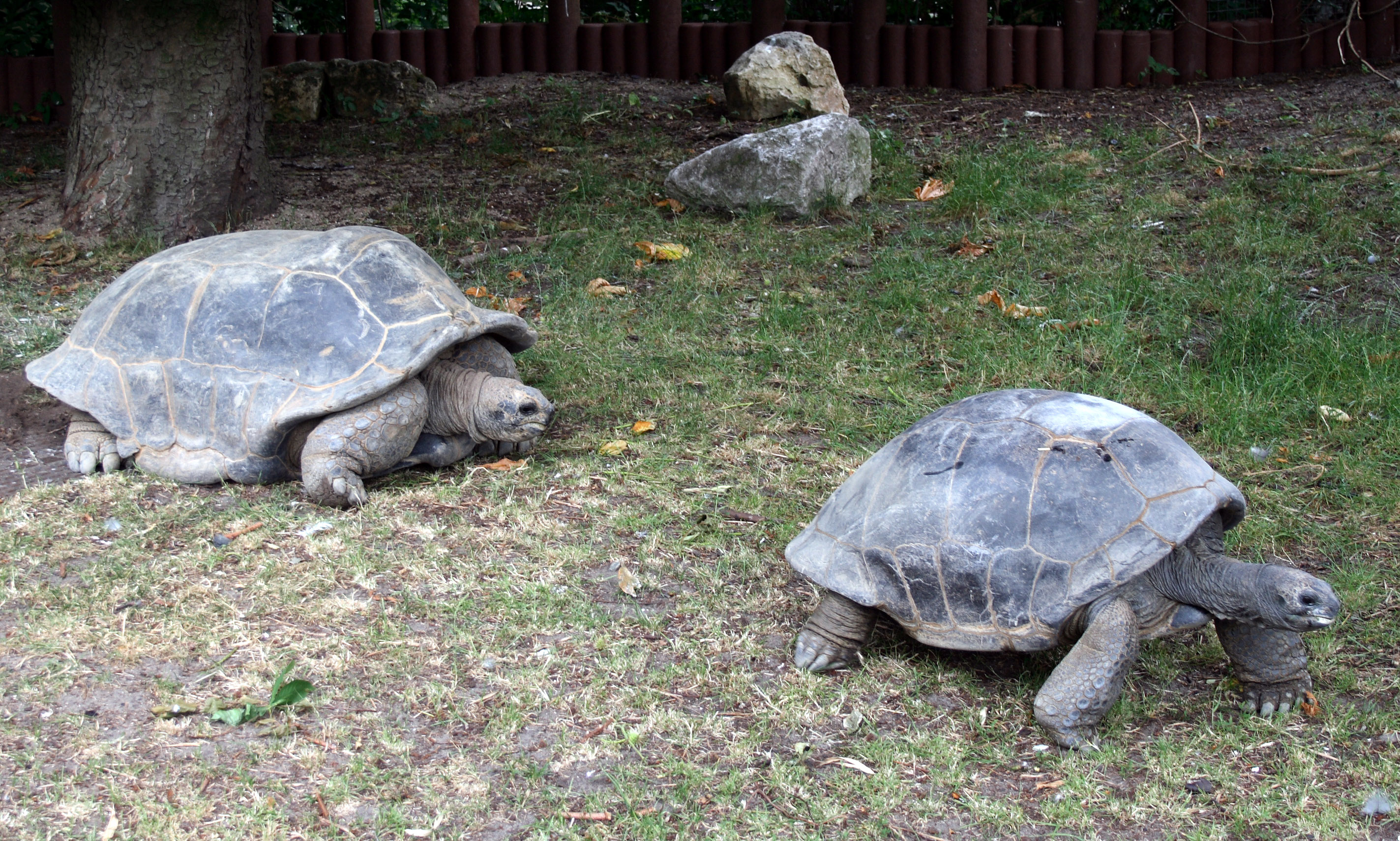
Aldabrachelys gigantea

Aldabrachelys gigantea était aussi appelée Dipsochelys dussumieri car le type Testudo gigantea Schweigger, 1812 avait été remis en question mais en 2013 le nom Dipsochelys dussumieri a été supprimé et Aldabrachelys gigantea conservé.
Les sous-espèces sont parfois élevées au rang d'espèce.
L'espèce Aldabrachelys gigantea admet les synonymes suivants :
- Testudo gigantea Schweigger, 1812
- Geochelone gigantea (Schweigger, 1812)
- Testudo dussumieri Gray, 1831
- Dipsochelys dussumieri (Gray, 1831)
- Testudo daudinii Duméril & Bibron, 1835
- Dipsochelys daudinii (Duméril & Bibron, 1835)
- Testudo elephantina Duméril & Bibron, 1835
- Dipsochelys elephantina (Duméril & Bibron, 1835)
- Testudo hololissa Günther, 1877
- Dipsochelys hololissa (Günther, 1877)
- Testudo ponderosa Günther, 1877
- Testudo sumeirei Sauzier, 1892
- Testudo gouffei Rothschild, 1906
- Dipsochelys arnoldi Bour, 1982

## Publications originales
- Bour, 1982 : Contribution à la connaissance des tortues terrestres des Seychelles: définition du genre endémique et description d’une espèce nouvelle probablement originaire des îles granitiques et au bord de l’extinction. Comptes Rendus de l’Académie des Sciences, vol. 295, p. 117–122 (texte intégral).
- Duméril & Bibron, 1835 : Erpétologie Générale ou Histoire Naturelle Complète des Reptiles, vol. 2, Librairie Encyclopédique de Roret, Paris, p. 1-680 (texte intégral).
- Günther, 1877 : The Gigantic Land-Tortoises (Living and Extinct) in the Collection of the British Museum. London, Taylor and Francis, p. 1-96 (texte intégral).
- Schweigger, 1812 : Prodromus monographiae Cheloniorum. Königsberger Archiv für Naturwissenschaftliche und Mathematik, vol. 1, p. 271–368 & 406–458.